# Triciklično jedinjenje
Triciklici su hemijska jedinjenja koja sadrže tri kondenzovana atomska prstena. Mada mnoga jedinjenja imaju tricikličnu strukturu, u farmakologiji je ovaj termin tradicionalno rezervisan za opisivanje heterocikličnih lekova. Među njima su antidepresivi, antipsihotici, i antihistamini (kao što su antialergeni, lekovi za tretiranje bolesti kretanja, antipruritici, i hipnotici/sedativi) iz dibenzazepinske, dibenzocikloheptenske, dibenzotiazepinske, dibenzotiepinske, fenotiazinske, i tioksantenske hemijske klase, i drugi.

## Istorija
- Prometazin i drugi antihistamini prve generacije sa tricikličnom strukturom su otkriveni tokom 1940-tih.
- Hlorpromazin je izveden iz prometazina originalno kao sedativ, i tokom 1950-tih je utvrđeno da ima neuroleptička svojstva. On je bio prvi tipični antipsihotik.
- Imipramin, originalno izučavan kao antipsihotik, je otkriven tokom ranih 1950-tih, i bio je prvi triciklični antidepresant.
- Antidepresivi sa tetracikličnom strukturom, kao što su mianserin i maprotilin, su razvijeni tokom 1970-tih kao tetraciklični antidepresivi.
- Klozapin je uveden kao prvi atipični antipsihotik tokom ranih 1990-tih.
- Loratadin je uveden kao nesedativni antihistamin druge generacije tokom 1990-tih.[2]

## Galerija
| Antidepresanti | Antidepresanti | Antidepresanti | Antidepresanti | Antidepresanti |
| -------------- | -------------- | -------------- | -------------- | -------------- |
| Imipramin      | Amitriptilin   | Mirtazapin     | Iprindol       | Tianeptin      |
| Antipsihotici  |                |                |                |                |
| Chlorpromazine | Tioridazin     | Hlorprotiksen  | Loksapin       | Klozapin       |
| Antihistamini  |                |                |                |                |
| Prometazin     | Ciproheptadin  | Latrepirdin    | Loratadin      | Rupatadin      |
| Drugi          |                |                |                |                |
| Karvedilol     | Karvedilol     | Ciklobenzaprin | Pizotifen      | Monatepil      |